# Saint-Vaury
Saint-Vaury è un comune francese di 1 954 abitanti situato nel dipartimento della Creuse nella regione della Nuova Aquitania.

## Società

### Evoluzione demografica
Abitanti censiti